# 위축
위축(萎縮, atrophy)은 정상 신체의 용적이 부분적으로나 온전히 감소한 상태를 말한다. 위축의 병인으로는 돌연변이, 영양 부족, 빈약한 순환, 호르몬 유지 불능, 대상 기관으로의 신경 지배 불능, 과도한 양의  세포자살, 운동 부족, 세포 자체에서 특화된 질병을 포함한다.

## 정상 발달
정상 발달의 일부로서 위축의 예를 들면 어린이에게는 흉선이, 청소년기에는 편도가 감소하고 퇴축하는 것을 포함한다. 나이가 들면 치아와 털의 소실, 피부가 얇아져 생기는 주름, 근육 약화, 장기 무게 감소, 부진한 정신 활동의 결과가 나타날 수 있지만 반드시 이에 국한되지는 않는다.